# Kanton Verfeil
Der Kanton Verfeil war bis 2015 ein französischer Wahlkreis im Arrondissement Toulouse, im Département Haute-Garonne und in der Region Midi-Pyrénées; sein Hauptort war Verfeil. Sein Vertreter im Generalrat des Départements für die Jahre 2008 bis 2014 war Claude Roudière.

## Gemeinden
Der Kanton umfasste die Wahlberechtigten aus sieben Gemeinden:
| Gemeinde            | Einwohner Jahr | Fläche km² | Bevölkerungsdichte | Postleitzahl | Code INSEE |
| ------------------- | -------------- | ---------- | ------------------ | ------------ | ---------- |
| Bonrepos-Riquet     | 263 (2013)     | –          | – Einw./km²        | 31590        | 31074      |
| Gauré               | 498 (2013)     | –          | – Einw./km²        | 31590        | 31215      |
| Gragnague           | 1753 (2013)    | –          | – Einw./km²        | 31380        | 31228      |
| Lavalette           | 686 (2013)     | –          | – Einw./km²        | 31590        | 31285      |
| Saint-Marcel-Paulel | 418 (2013)     | –          | – Einw./km²        | 31590        | 31501      |
| Saint-Pierre        | 263 (2013)     | –          | – Einw./km²        | 31590        | 31511      |
| Verfeil             | 3384 (2013)    | –          | – Einw./km²        | 31590        | 31573      |

## Bevölkerungsentwicklung
| 1962 | 1968 | 1975 | 1982 | 1990 | 1999 | 2006 |
| ---- | ---- | ---- | ---- | ---- | ---- | ---- |
| 3121 | 3069 | 3476 | 4115 | 4781 | 5895 | 6480 |